# Saracha
Genre
Saracha est un genre de plantes de la famille des Solanaceae.

## Liste d'espèces
Selon NCBI (16 avr. 2012) :
- Saracha laxa
- Saracha punctata
- Saracha quitensis
- Saracha spinosa

Selon Catalogue of Life (16 avr. 2012) :
- Saracha probescens